# Eri Ōno
Eri Ōno, auch Eri Ohno, (jap. 大野 えり, Ōno Eri; * 23. Januar 1955 in Nagoya, Präfektur Aichi) ist eine japanische Pop-, Funk- und Jazzsängerin.
Eri Ohno spielte 1979 ihr Debütalbum Feeling Your Love und die Single „Trad Man“ (Better Days) ein, gefolgt von mehreren Alben bei den Plattenlabels Denon und Nippon Columbia, bei denen sie u. a. von Isoo Fukui, Terumasa Hino, Koichi Matsukase, Takashi Ohi, Kiyoshi Sugimoto und Masahiko Satoh begleitet wurde. Das Album Eri, My Dear (1982) nahm sie mit Toshiyuki Daitoku (Keyboards), Cecil McBee (Bass) und Billy Hart (Schlagzeug) auf. Mit Hank Jones, Eddie Gomez und Jimmy Cobb entstand 1983 in Tokyo ein Album mit Songs von Cole Porter wie „I Get a Kick Out of You“, „Love for Sale“  oder „Night and Day“. Der Jazz-Diskograf Tom Lord führt zwischen 1973 und 1983 ihr Beteiligung an neun Aufnahmesessions auf. In späteren Jahren verlagerte sie sich mit Produktionen wie L'Eveil (1986) und Sweet Love (2006) stilistisch mehr auf Soul- und Popmusik, u. a. in Kooperation mit DJ Krush (Reminisce und Mind Games, 2000).